# Ставнийчук, Марина Ивановна
Марина Ивановна Ставнийчук (укр. Марина Іванівна Ставнійчук, 3 мая 1965 года, город Бершадь, Винницкая область, УССР, СССР) — украинский государственный деятель и юрист. Заслуженный юрист Украины (2002).

## Профессиональная карьера
В 1987 году окончила обучение в Киевском государственном университете имени Тараса Шевченко (правоведение, юрист).
В 1987 году — стажер адвоката в юридической консультации Ленинского района города Винница.
В 1987—1997 годах проходила аспирантуру Института государства и права имени В. Корецкого Национальной академии наук Украины (НАНУ). В 1997—1999 гг. — младший научный сотрудник, ученый секретарь Института государства и права им. В.Корецкого. Защитила в 1999 году кандидатскую диссертацию на тему: «Законодательство о выборах народных депутатов Украины: проблемы теории и практики», получила звание кандидата юридических наук.
C апреля 1999 по 2007 год — член и заместитель председателя Центральной избирательной комиссии.
С июня 2007 по март 2010 года — заместитель главы Секретариата президента Виктора Ющенко, представитель президента в Конституционном Суде Украины и Центральной избирательной комиссии.
Являлась членом Венецианской комиссии от Украины с 2009 по 2014 год.
1 апреля 2011 года была назначена заместителем главы Секретариата президента Виктора Януковича, но 5 апреля в ходе админреформы попала под сокращение штата и была переведена на должность советника президента — руководителя Главного управления по вопросам конституционно-правовой модернизации Администрации президента. На последней должности проработала до 21 октября 2014 год.
Председатель правления общественного объединения «За демократию через право»
Автор и соавтор более 50 научных работ, в том числе книг: «Украинский парламентаризм: прошлое и современное», «Законодательство о выборах народных депутатов Украины: актуальные проблемы теории и практики», «Конституция независимой Украины», «Избирательное право Украины».

## Семья
Муж — Петр Ставнийчук, дочь Анастасия.

## Увлечения
Литература, живопись, выращивание цветов.

## Оценки
В рейтинге журнала «Фокус» за 2007 год заняла 9 позицию среди 100 самых влиятельных женщин Украины

## Награды
Награждена орденом княгини Ольги II (2007 год) и III степени (2005 год), почетной грамотой Кабинета Министров Украины (2006). Заслуженный юрист Украины (2002 год).